# Ryan (film)
Pour les articles homonymes, voir Ryan.
Pour plus de détails, voir Fiche technique et Distribution.
Ryan est un court métrage d'animation canadien réalisé par Chris Landreth, sorti en 2004, coproduit par Copper Heart Entertainment et l'Office national du film du Canada.

## Synopsis
Documentaire sur la vie du cinéaste Ryan Larkin y compris sa carrière d'animation, son alcoolisme et sa vie de mendiant dans les rues de Montréal.

## Fiche technique
- Titre : Ryan
- Réalisation : Chris Landreth
- Production : David Baas, Jed DeCory, Steven Hoban (en), Karyn Nolan, Marcy Page (en), Noah Segal, Mark Smith et David Verrall
- Musique : Fergus Marsh et Michael White
- Montage : Alan Code
- Pays d'origine : Canada
- Format : Couleurs
- Genre : Court métrage, animation, documentaire
- Durée : 14 minutes
- Date de sortie : 2004

## Distribution (voix)
- Ryan Larkin
- Chris Landreth
- Felicity Fanjoy
- Derek Lamb

## Distinctions
- Oscar du meilleur court-métrage d'animation
- Prix Canal + au Festival de Cannes 2004
- Prix de la jeunesse au Festival de Cannes 2004
- Prix Génie du meilleur court-métrage d'animation
- Golden Gate Award du meilleur court-métrage d'animation au Festival du film de San Francisco
- Meilleur court-métrage au Festival international du film de Toronto
- Grand prix au Festival international du film d'animation d'Ottawa
- Prix spécial du Jury, Festival international du film d'animation d'Annecy